# Cephalobyrrhinus impressopunctatus
Cephalobyrrhinus impressopunctatus är en skalbaggsart som beskrevs av Wooldridge 1977. Cephalobyrrhinus impressopunctatus ingår i släktet Cephalobyrrhinus och familjen lerstrandbaggar. Inga underarter finns listade i Catalogue of Life.